# Macrohon
Macrohon (en cebuano Lungsod sa Macrohon ; en tagalog : Bayan ng Macrohon) est une municipalité des Philippines située dans la province de Leyte du Sud, sur l'île de Leyte.
Lors du recensement de 2020, sa population s'élève à 26 580 habitants.

## Géographie
Macrohon est une municipalité côtière, située au sud-ouest de l'île de Leyte, le long du détroit de Canigao qui joint la mer des Camotes à la mer de Bohol.
D'une superficie totale de 126,39 kilomètres carrés, Silago est divisée administrativement en 30 barangays (districts) :
- Aguinaldo
- Amparo
- Buscayan
- Cambaro
- Canlusay
- Flordeliz
- Ichon
- Ilihan
- Laray
- Lower Villa Jacinta
- Mabini
- Mohon
- Molopolo
- Rizal
- Salvador
- San Isidro
- San Joaquin
- San Roque
- Sindangan
- Upper Villa Jacinta
- Asuncion
- Bagong Silang
- Danao
- Guadalupe
- San Vicente Poblacion
- Santo Niño
- San Vicente (Upper San Roque)
- Santa Cruz (Pob.)
- Santo Rosario (Pob.)
- Upper Ichon